# Municipio de Washington (condado de Black Hawk)
El municipio de Washington (en inglés: Washington Township) es uno de los diecisiete municipios ubicados en el condado de Black Hawk en el estado estadounidense de Iowa. En el año 2000 el municipio tenía una población de 647 habitantes y una densidad poblacional de 17,1 personas por km².

## Geografía
El municipio de Washington se encuentra ubicado en las coordenadas 42°36′23″N 92°27′52″O / 42.60639, -92.46444.